# Бурулятуй
Бурулятуй — село в Оловяннинском районе Забайкальского края России. Административный центр сельского поселения «Бурулятуйское».

## География
Село находится в северо-восточной части района, на правом берегу реки Бурулятуй (приток реки Турги), на расстоянии примерно 54 километров (по прямой) к северо-востоку от посёлка городского типа Оловянная. Абсолютная высота — 938 метров над уровнем моря.
Климат
Климат характеризуется как резко континентальный, с большими колебаниями средних температур зимних и летних месяцев, а также резкими колебаниями температур в течение одних суток. Среднегодовая температура воздуха составляет −1,4 °С. Абсолютный максимум температуры воздуха — 39,2 °С; абсолютный минимум — −45,5 °С. Среднегодовое количество осадков — 342 мм.
Часовой пояс
Село Бурулятуй находится в часовой зоне МСК+6. Смещение применяемого времени относительно UTC составляет +9:00.

## История
Основано в 1778 году.

## Население
| 2002 | 2010 | 2021 |
| ---- | ---- | ---- |
| 765  | ↘682 | ↘459 |

Половой состав
По данным Всероссийской переписи населения 2010 года в гендерной структуре населения мужчины составляли 50 %, женщины — соответственно также 50 %.
Национальный состав
Согласно результатам переписи 2002 года, в национальной структуре населения русские составляли 97 % из 765 чел.

## Инфраструктура
В селе функционируют средняя общеобразовательная школа, детский сад и библиотека.

## Улицы
Уличная сеть села состоит из десяти улиц.